# Samuel Ringgold
Samuel Ringgold (* 15. Januar 1770 in Chestertown, Kent County, Province of Maryland; † 18. Oktober 1829 in Frederick, Maryland) war ein US-amerikanischer Politiker. Zwischen 1810 und 1821 vertrat er zweimal den Bundesstaat Maryland im US-Repräsentantenhaus.

## Werdegang
Samuel Ringgold erhielt nur eine eingeschränkte Schulausbildung. Er ließ sich nahe Hagerstown nieder, wo er in der Landwirtschaft arbeitete. Gleichzeitig schlug er als Mitglied der Demokratisch-Republikanischen Partei eine politische Laufbahn ein. Im Jahr 1795 zog er in das Abgeordnetenhaus von Maryland ein; zwischen 1801 und 1806 gehörte er dem Staatssenat an. Von 1806 bis 1810 war Ringgold Richter am Steuergericht (Levy Court) im Washington County. Dieses Amt bekleidete er später zwischen 1822 und 1826 noch einmal. Im Jahr 1810 wurde er Brigadegeneral der Staatsmiliz.
Nach dem Rücktritt des Kongressabgeordneten Roger Nelson wurde Ringgold bei der fälligen Nachwahl für den vierten Sitz von Maryland als dessen Nachfolger in das US-Repräsentantenhaus in Washington, D.C. gewählt, wo er am 15. Oktober 1810 sein neues Mandat antrat. Nach zwei Wiederwahlen konnte er bis zum 3. März 1815 im Kongress verbleiben. In diese Zeit fiel der Britisch-Amerikanische Krieg, an dem Ringgold aktiv teilnahm.
Bei den Kongresswahlen des Jahres 1816 wurde er erneut im vierten Wahlbezirk seines Staates in das US-Repräsentantenhaus gewählt, wo er am 4. März 1817 die Nachfolge von George Baer antrat, der zwei Jahre zuvor sein Nachfolger geworden war. Nach einer Wiederwahl konnte er bis zum 3. März 1821 eine weitere Legislaturperiode im Kongress verbringen. Nach dem Ende seiner Zeit im US-Repräsentantenhaus betätigte sich Ringgold wieder in der Landwirtschaft. Außerdem war er von 1822 bis 1826 noch einmal Steuerrichter. Er starb am 18. Oktober 1829 in Frederick und wurde nahe Hagerstown beigesetzt.